# María Dhialma Tiberti
María Dhialma Tiberti (La Plata, 25 ottobre 1928 – San Isidro, 16 gennaio 1987) è stata una scrittrice argentina.
Era sposata con il noto scienziato Gregorio Baro, ha studiato alla Escuela Normal Nº1 "Maria O'Graham" e più tardi ha studiato letteratura e storia, presso la Universidad Nacional de La Plata. Ha curato Del Bosque un'edizione composta da opere di altri autori famosi, come ad esempio Raúl Amaral, Horacio Ponce de León, Ana Emilia Lahite, e María de Villarino, che erano tutti parte della cosiddetta generazione del 40'. Ha lavorato anche per diversi giornali e riviste, ed è stata un membro della Società Argentina degli Scrittori (SADE, in spagnolo), così come un gran numero di istituzioni culturali e sociali. Ha vinto alcuni premi, tra i quali il Consejo del Escritor per il suo racconto Niña en la ventana, e un altro per il suo romanzo Estimado Señor Gris.

## Pubblicazioni

### Poesie
- Cielo Recto (1947),
- Tierra de amapolas (1949),
- Las sombras amarillas (1949)

### Romanzi
- Los Títeres (1948),
- Estimado señor Gris (1967)